# 경주 진지왕릉
경주 진지왕릉(慶州 眞智王陵)은 대한민국 경상북도 경주시 서악동에 있는 신라의 진지왕의 무덤이다. 1969년 8월 27일 대한민국의 사적 제178호 신라진지문성왕릉로 지정되었다가, 2011년 7월 28일 고분의 역사성과 특성을 고려하여 대한민국의 사적 제517호로 재지정되었다.

## 개요
일제시대 고적으로 관리하여 오던 것을 1963년 사적으로 일괄 지정하였으며, 2011년 문성왕릉과 분리하여 재지정하였다. 
진지왕은 진흥왕의 둘째 아들로 왕비는 지도부인이며, 무열왕은 진지왕의 손자이다. 
거칠부를 상대등으로 삼았으며, 진흥왕의 뜻을 받들어 내리서성을 쌓고 백제군을 격퇴하였다.
또한 중국 진나라에 사신을 보내어 외교관계를 맺었다. 
진지왕릉은 호석으로 추정되는 괴석의 일부가 봉분에 노출되어 있으며, 봉토 및 주변에는 잔디를 식재하여 토사유실을 방지하고 있다.
봉분 정면에 표석 1기와 문화재안내판이 설치되어 있으며, 봉분 남동쪽으로 길이 32m의 석축이 만들어져 있다. 주변은 소나무로 둘러싸여 있다. 

## 현지 안내문
이 능은 신라 제25대 진지왕이 모셔진 곳으로 지름 약 20m, 높이 약 5m의 봉분을 둥글게 쌓아 올린 보통 크기의 무덤이다. 진지왕은 진흥왕의 둘째 아들로 왕비는 지도부인이며, 무열왕은 진지왕의 손자이다.
거칠부를 상대등으로 삼았으며, 진흥왕의 뜻을 받들어 내리서성을 쌓고, 백제군을 격퇴하였다. 또한 중국 진 나라에 사신을 보내어 외교관계를 맺었다.

## 같이 보기
- 진지왕

## 참고 자료
- 경주 진지왕릉 - 국가유산청 국가유산포털